# Микитенко, Ирина Леонидовна
Ирина Леонидовна Миките́нко (род. 23 августа 1972, Баканас, Казахская ССР, СССР) — немецкая бегунья на длинные дистанции, обладатель действующих национальных рекордов на дистанциях 3000 м, 5000 м, 10 км и марафон. Победительница мировой серии World Marathon Majors в сезонах 2007/2008 и 2008/2009.

## Биография
На Олимпийских играх 1996 года бежала дистанцию 5000 метров, но не смогла выйти в финал. На Олимпиаде в Сиднее заняла пятое место в беге на 5000 метров с результатом 14.43,59. Заняла седьмое место на Олимпиаде 2004 года в беге на 5000 метров. На Олимпийских играх в Лондоне заняла 14-е место в марафоне с результатом 2:26.44.
Личный рекорд в марафоне — 2:19.19 (28 сентября 2008, Берлин). На тот момент сред европеек быстрее бегала только Пола Рэдклифф (мировой рекорд 2:15:25, установленный в 2003 году). В 2020 и 2022 годах ещё две бегуньи из Европы (обе африканского происхождения) пробежали марафон быстрее Микитенко.

## Достижения
- 2 место на Берлинском марафоне 2007 года — 2:24.51
- 1 место на Лондонском марафоне 2008 года — 2:24.14
- 1 место на Берлинском марафоне 2008 года — 2:19.19
- 1 место на Лондонском марафоне 2009 года — 2:22.11
- 2 место на Чикагском марафоне 2009 года — 2:26.31
- 2 место на Берлинском марафоне 2011 года — 2.22.18
- 1 место на пробеге Parelloop 2011 года
- 3 место на Берлинском марафоне 2013 года — 2:24.54 (мировой рекорд среди женщин старше 40 лет)[1]